# 布西科站
布西科站（法語：Boucicaut）是巴黎地鐵的一個車站。布西科站位於巴黎十五區，是巴黎地鐵8號線的一個車站。布西科站開業於1937年7月27日，站名取自於阿里斯蒂德·布西科，他是樂蓬馬歇百貨公司的創辦人。

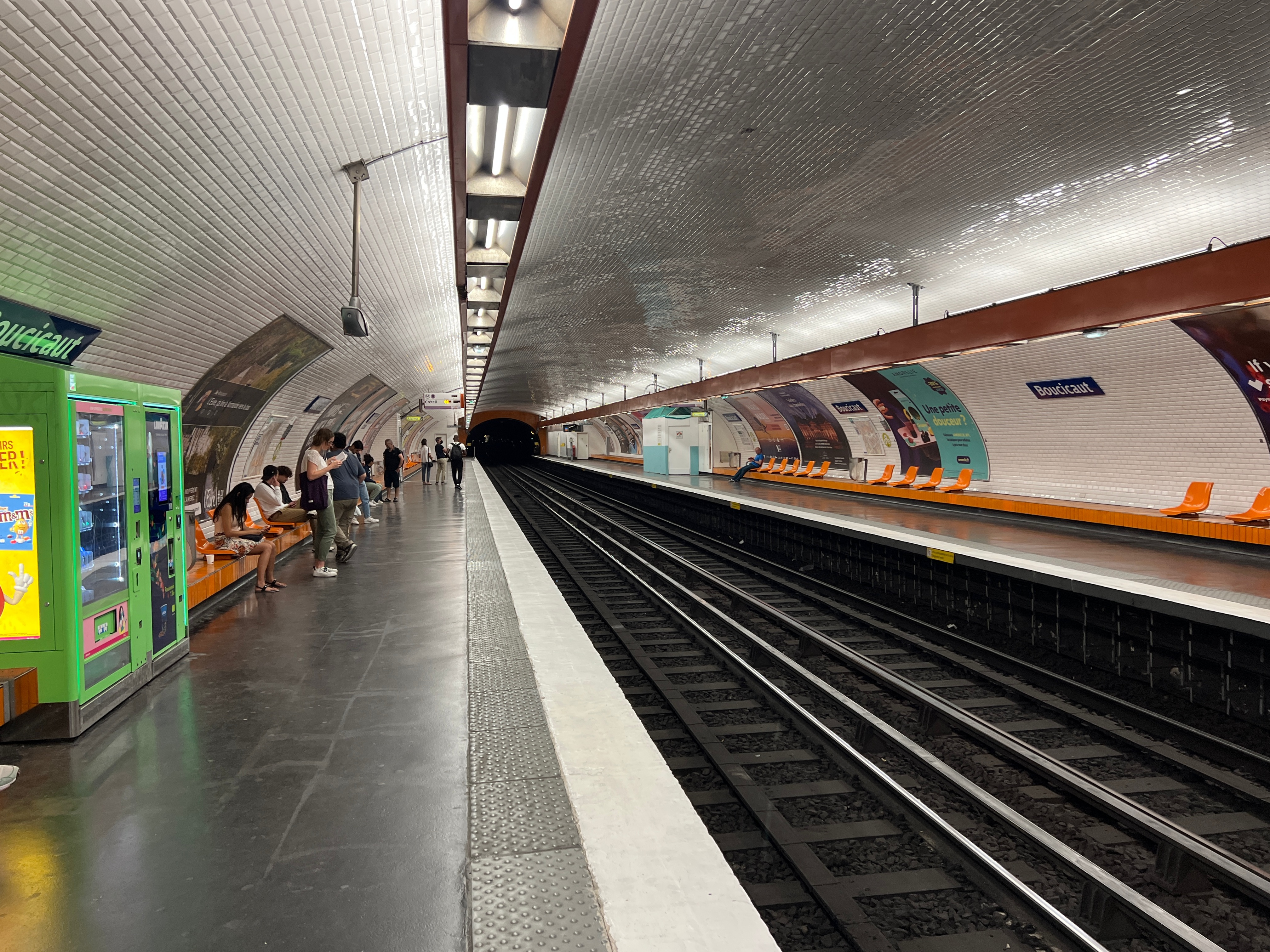
月台（2022年7月）

## 車站結構
| 街道      |                    |                           |
| B1        | 連接層             |                           |
| 8號線月台 | 側式月台，右側開門 | 側式月台，右側開門        |
| 8號線月台 | 西行               | 往巴拉（卢梅尔）          |
| 8號線月台 | 東行               | 往湖之角（费利克斯·福尔） |
| 8號線月台 | 側式月台，右側開門 |                           |